# Jerzy Rudowski

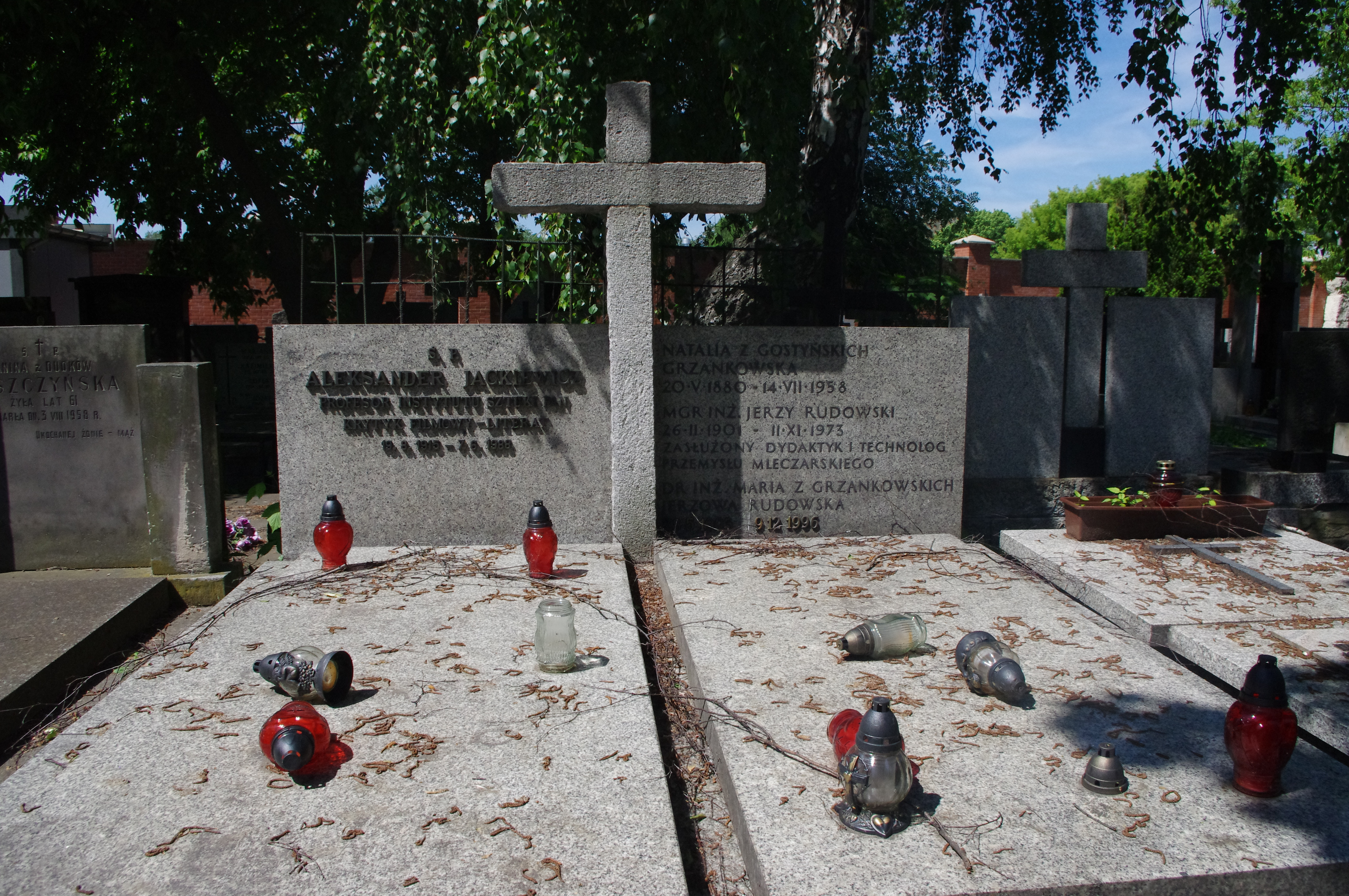
Grób krytyka filmowego Aleksandra Jackiewicza i specjalisty przemysłu mleczarskiego Jerzego Rudowskiego na Cmentarzu Powązkowskim w Warszawie

Jerzy Rudowski (ur. 26 lutego 1901 w Warszawie, zm. 11 listopada 1973 tamże) – polski inżynier mechanik, konstruktor, wykładowca na Wydziale Technologii Rolno-Spożywczej Wyższej Szkoły Gospodarstwa Wiejskiego w Warszawie i Wyższej Szkoły Rolniczej w Olsztynie, żołnierz wojny polsko-bolszewickiej, filister Korporacji Akademickiej Sarmatia.

## Życiorys
Syn Zygmunta i Zofii z Mieczkowskich, rodziny o głębokich tradycjach szlacheckich, ziemiańskich i korporacyjnych. Absolwent Gimnazjum im. E. Konopczyńskiego w Warszawie, od 1919 r. student Politechniki Warszawskiej oraz członek Korporacji Akademickiej Sarmatia. W roku 1920 wziął udział w wojnie polsko-bolszewickiej. Po odbyciu służby wojskowej wznowił studia na Politechnice Warszawskiej. Następnie ukończył w 1929 r. Wydział Mechaniczny Politechniki Lwowskiej. Po odbyciu rocznej praktyki w fabrykach maszyn mleczarskich w Niemczech i Danii, otworzył w Warszawie wspólnie ze swym ojcem – Zygmuntem Rudowskim – Biuro Techniczno-Mleczarskie „Eridan” inż. J. i Z. Rudowscy, Sp. z o.o., w którym prowadził dział techniczny. Do wybuchu drugiej wojny światowej zaprojektował i urządził około dwustu mleczarni o różnej zdolności produkcyjnej, instalując w nich nowoczesną aparaturę. W latach 1935–1937 kierował warsztatami mechanicznymi Warszawskiej Fabryki Wyrobów Metalowych „Pelikan”, gdzie między innymi uruchomił nowe typy sprzętu mleczarskiego. W 1937 r., dążąc do uniezależnienia się od krajowych i zagranicznych kooperantów, założył własne warsztaty mechaniczne, nastawione wyłącznie na wyrób aparatury mleczarskiej. Działalność tę przerwał wybuch drugiej wojny światowej. Po wojnie wrześniowej, w której brał udział, powrócił do Warszawy, gdzie zorganizował w swych warsztatach konspiracyjną produkcję części i podzespołów do broni dla oddziałów Armii Krajowej. Były to najpierw elementy granatów ręcznych, oprzyrządowanie do produkcji spłonek zapalników, później zaś podzespoły do pistoletów maszynowych „Błyskawica”, których do sierpnia 1944 r. dostarczył około 800 kompletów. Po wojnie przez pewien czas był dyrektorem Fabryki Obić Papierowych i Papierów Kolorowych „J. Franaszek” S.A. w Warszawie. Później pracował w Centrali Spółdzielni Mleczarsko-Jajczarskich, gdzie nadzorował na przykład budowę zakładu mleczarskiego w stolicy czy opracował projekt montażu dużej mleczarni w Nowej Hucie. Od 1952 r. był głównym specjalistą technologiem i projektantem Biura Projektów Inwestycyjnych Przemysłu Mięsnego i Mleczarskiego oraz jednocześnie konsultantem Biura Studiów i Projektów Budownictwa Wiejskiego dla zakładów mleczarskich i Komisji Oceny Maszyn przy Stowarzyszeniu Inżynierów i Techników Przemysłu Spożywczego Naczelnej Organizacji Technicznej. Opracował projekt techniczny pierwszej w Polsce fabryki laktozy, zakupiony następnie przez Rumunię, oraz projekt modernizacji topialni serów. Miał kontakty z wieloma zachodnioeuropejskimi ośrodkami naukowymi. Studiował najnowsze rozwiązania techniczne w dziedzinie produkcji mleka w krajach skandynawskich oraz we Francji, Holandii i RFN. Był pionierem naukowego rozwiązania zagadnień rodzimego przemysłu mleczarskiego i poważnym autorytetem w dziedzinie projektowania aparatury mleczarskiej, a także współautorem przepisów bezpieczeństwa i higieny pracy. Zmarł 11 listopada 1973 r. w Warszawie. Pochowany został na Cmentarzu Powązkowskim (kwatera 154c-3-18/19).

## Odznaczenia
- Krzyż Kawalerski Orderu Odrodzenia Polski
- Krzyż Kampanii Wrześniowej 1939
- Krzyż Armii Krajowej
- Medal Wojska